# Carn Ffoi
Carn Ffoi ist eine rechteckige, eisenzeitliche Einfriedung mit stark gerundeten Ecken, die im Weiler Y Garn, im „Pembrokeshire Coast National Park“ bei Fishguard in Pembrokeshire in Wales liegt. Sie umfasst mehrere runde Hüttenfundamente, die wahrscheinlich aus der Bronze- oder Eisenzeit stammen (etwa 2300 v. Chr.). Vier der Hüttenkreise sind runde Strukturen mit 4,0 bis 5,0 m Durchmesser und 0,3 m Höhe.
Carn Ffoi liegt auf einer Klippe an der Nordflanke des „Mynydd Carningli“ (dem Berg der Engel, auch der Heilige Berg genannt). Er besteht aus Strecken von zusammengebrochenem Mauerwerk in Verbindung mit anstehenden natürlichen Klippen. Der Zugang liegt im Südwesten. Carn Ffoi ist ein einfaches Hillfort, das zum mystischen Carningli Hillfort gehört.
In der Folklore gilt es als das dritte Auge des „Schlafenden Giganten“, dessen anderen Augen Carningli darstellen.
Eine Nacht auf dem Berg macht der Sage nach den Besucher entweder zum Dichter oder verrückt.